# Judo na Letnich Igrzyskach Olimpijskich 1976
Judo na Letnich Igrzyskach Olimpijskich 1976 w Montrealu, odbyło się w dniach 26-31 lipca 1976. Startowali wyłącznie mężczyźni w sześciu kategoriach wagowych (–63 kg, –70 kg, –80 kg, –93 kg, +93 kg oraz w kategorii „otwartej” – open). Tabelę medalową wygrali judocy z Japonii, którzy zdobyli trzy złote medale, oraz jeden srebrny i jeden brązowy medal.

## Medaliści
| Kat. wagowa            |                    |                    |                                    |
| ---------------------- | ------------------ | ------------------ | ---------------------------------- |
| Waga lekka −63 kg      | Héctor Rodríguez   | Chang Eun-kyung    | Felice Mariani József Tuncsik      |
| Waga półśrednia −70 kg | Władimir Niewzorow | Kōji Kuramoto      | Marian Tałaj Patrick Vial          |
| Waga średnia −80 kg    | Isamu Sonoda       | Walerij Dwojnikow  | Slavko Obadov Park Young-chul      |
| Waga półciężka −93 kg  | Kazuhiro Ninomiya  | Ramaz Karsziladze  | Jürg Röthlisberger David Starbrook |
| Waga ciężka +93 kg     | Siergiej Nowikow   | Günther Neureuther | Allen Coage Sumio Endō             |
| Kategoria Open         | Haruki Uemura      | Keith Remfry       | Cho Jea-ki Szota Czocziszwili      |

## Tabela medalowa
| Poz. | Państwo           |   |   |   | Łącznie |
| ---- | ----------------- | - | - | - | ------- |
| 1    | Japonia           | 3 | 1 | 1 | 5       |
| 2    | ZSRR              | 2 | 2 | 1 | 5       |
| 3    | Kuba              | 1 | 0 | 0 | 1       |
| 4    | Korea Południowa  | 0 | 1 | 2 | 3       |
| 5    | Wielka Brytania   | 0 | 1 | 1 | 2       |
| 6    | RFN               | 0 | 1 | 0 | 1       |
| 7    | Francja           | 0 | 0 | 1 | 1       |
| 7    | Węgry             | 0 | 0 | 1 | 1       |
| 7    | Włochy            | 0 | 0 | 1 | 1       |
| 7    | Polska            | 0 | 0 | 1 | 1       |
| 7    | Szwajcaria        | 0 | 0 | 1 | 1       |
| 7    | Stany Zjednoczone | 0 | 0 | 1 | 1       |
| 7    | Jugosławia        | 0 | 0 | 1 | 1       |